# 金粵控股
金粵控股，是香港上市公司(港交所：0070)，前稱海王集團，於2017年9月易名為金粵控股。 2007年改名前，稱駿雷國際，在2002年2月6日前，又稱為德智發展。
海王集團的註冊地為香港，總部在紅磡德豐街海濱廣場。其現任三位非執行董事之一是黃毓民。
公司年報稱主席連棹鋒在成衣、賭場等多方面有十年經驗。

## 主要業務
主要業務可分為三方面: 
- 放債業務
- 管理及經營酒店業務

## 管理層
海王集團年代的主要股東之一是連棹鋒，其前主席為陳冠希的父親陳澤民，後者於2006年6月8日辭職。 

## 外部連結
- 官網 （页面存档备份，存于）